# John Ortiz
John Augustin Ortiz (New York, 23 maggio 1968) è un attore statunitense, che lavora in campo teatrale, televisivo e cinematografico.

## Biografia
Di origini portoricane, dalla moglie Jennifer, ha avuto una figlia, Clementine. Nato a Brooklyn, è cofondatore e condirettore artistico della LAByrinth Theater Company, compagnia Off-Broadway di New York. Ortiz ha lavorato in moltissime produzioni teatrali, vincendo un Obie Award per la sua interpretazione del veterano della guerra in Iraq in References To Salvador Dali Make Me Hot di José Rivera. Con il suo lavoro teatrale, Ortiz ha avuto modo di lavorare con i più importanti commediografi e di girare il mondo al seguito di importanti produzioni.
In ambito cinematografico ha debuttato nel 1993 nel film Carlito's Way, successivamente ha lavorato nei film Sergente Bilko, Ransom - Il riscatto, Amistad, Prima che sia notte e Narc - Analisi di un delitto. Nel 2006 recita nel film di Michael Mann Miami Vice mentre nel 2007 recita nel film di Ridley Scott American Gangster e nel film di fantascienza Aliens vs. Predator 2. Nel 2008 lavora nel film Pride and Glory - Il prezzo dell'onore, mentre l'anno successivo venne nuovamente diretto da Michael Mann in Nemico pubblico - Public Enemies. Nel 2014 invece prese parte all'ultimo film della star, principalmente nota per la serie TV I Soprano, James Gandolfini, ovvero Chi è senza colpa; nel film interpretò la parte del detective Torres, e nel cast figurarono anche Tom Hardy e Noomi Rapace.

## Filmografia parziale

### Cinema
- Carlito's Way, regia di Brian De Palma (1993)
- Italian Movie (1993)
- Ransom - Il riscatto (Ransom), regia di Ron Howard (1996)
- Amistad, regia di Steven Spielberg (1997)
- The Opportunists, regia di Myles Connell (2000)
- Narc - Analisi di un delitto (Narc), regia di Joe Carnahan (2002)
- Ti va di ballare? (Take the Lead), regia di Liz Friedlander (2006)
- Miami Vice, regia di Michael Mann (2006)
- El Cantante, regia di Leon Ichaso (2007)
- American Gangster, regia di Ridley Scott (2007)
- Aliens vs. Predator 2 (Aliens vs Predator - Requiem), regia di Fratelli Strause (2007)
- Pride and Glory - Il prezzo dell'onore (Pride and Glory), regia di Gavin O'Connor (2008)
- Fast & Furious - Solo parti originali (Fast & Furious), regia di Justin Lin (2009)
- Nemico pubblico - Public Enemies (Public Enemies), regia di Michael Mann (2009)
- Jack Goes Boating (2010)
- Il lato positivo - Silver Linings Playbook (Silver Linings Playbook), regia di David O. Russell (2012)
- Fast & Furious 6 (Furious 6), regia di Justin Lin (2013)
- Cesar Chavez, regia di Diego Luna (2014)
- Chi è senza colpa (The Drop), regia di Michaël R. Roskam (2014)
- Blackhat, regia di Michael Mann (2015)
- Steve Jobs, regia di Danny Boyle (2015)
- L'ultima tempesta (The Finest Hours), regia di Craig Gillespie (2016)
- Qua la zampa! (A Dog's Purpose), regia di Lasse Hallström (2017)
- Kong: Skull Island, regia di Jordan Vogt-Roberts (2017)
- Insospettabili sospetti (Going in Style), regia di Zach Braff (2017)
- Nostalgia, regia di Mark Pellington (2018)
- The Cloverfield Paradox, regia di Julius Onah (2018)
- Bumblebee, regia di Travis Knight (2018)
- Peppermint - L'angelo della vendetta (Peppermint), regia di Pierre Morel (2018)
- Replicas, regia di Jeffrey Nachmanoff (2018)
- Ad Astra, regia di James Gray (2019)
- Horse Girl, regia di Jeff Baena (2020)
- La vita dopo - The Fallout (The Fallout), regia di Megan Park (2021)
- The In Between - Non ti perderò (The In Between), regia di Arie Posin (2022)
- American Fiction, regia di Cord Jefferson (2023)
- Io sono nessuno 2 (Nobody 2), regia di Timo Tjahjanto (2025)

### Televisione
- Luck – serie TV, 9 episodi (2011)
- Rake – serie TV (2014)
- Messiah – serie TV (2020)
- Will Trent – serie TV, episodi 2x06-2x08-2x09 (2024)
- Bad Monkey – serie TV, 8 episodi (2024)
- The Madness – serie TV, 8 episodi (2024)

## Doppiatori italiani
Nelle versioni in italiano delle opere in cui ha recitato, John Ortiz è stato doppiato da:
- Pasquale Anselmo in Alien vs. Predator 2, Pride and Glory - Il prezzo dell'onore, Nemico pubblico - Public Enemies, Chi è senza colpa, Togetherness, Peppermint - L'angelo della vendetta, Messiah
- Andrea Lavagnino ne Il lato positivo - Silver Linings Playbook, L'ultima tempesta, The In Between - Non ti perderò
- Simone Mori in Miami Vice, Fast & Furious - Solo parti originali
- Stefano Thermes in Steve Jobs, American Fiction
- Massimo De Ambrosis in Bumblebee, Ad Astra
- Franco Mannella in American Gangster, Io sono nessuno 2
- Corrado Conforti in Carlito's Way
- Alberto Caneva in Sergente Bilko
- Mirko Mazzanti in Law & Order - Unità vittime speciali
- Vladimiro Conti in CSI: Miami
- Marco De Risi in El Cantante
- Luca Biagini in Jack Goes Boating
- Jacopo Venturiero in Luck
- Massimo Rossi in Fast & Furious 6
- Stefano Mondini in Rake
- Roberto Chevalier in Blackhat
- Roberto Draghetti in Qua la zampa!
- Enrico Pallini in Kong: Skull Island
- Eugenio Marinelli in Insospettabili sospetti
- Stefano Albertini in The Handmaid's Tale
- Alessandro Messina in The Cloverfield Paradox
- Maurizio Fiorentini in Replicas
- Stefano Benassi in Will Trent
- Alberto Bognanni in The Madness